# Azra Kohen
Azra Kohen (geboren 1979 in İzmir als Azra Sarızeybek) ist eine türkische Autorin bzw. Schriftstellerin.

## Leben und Karriere
Azra Kohen wurde 1979 in Izmir geboren. 
Sie studierte an der Universität Istanbul Kommunikationswissenschaften. Danach setzte sie ihr Studium an der Universität Ottawa fort. 2019 studierte Kohen an der University of Writtle. 2021 zog sie in die Vereinigten Staaten. Ihr erstes Buch Fi veröffentlichte sie 2013 unter dem Pseudonym Akilah. Danach folgten die Bücher Çi und Pi. 2017 erschien ihr viertes Buch Aaden. Anschließend veröffentlichte sie 2019 das Buch Gör Beni, das einer der meistverkauften Romane ist. Sie ist die einzige türkische Schriftstellerin, die mit ihrer Trilogie Fi, Çi, Pi den sechsten Platz in der Liste der meistgelesenen Bücher in Italien belegte.

## Werke
- 2013: Fi (Roman)
- 2014: Çi (Roman)
- 2015: Pi (Roman)
- 2017: Aeden (Roman)
- 2019: Gör Beni (Roman)

## Auszeichnungen
- 2018: Elele Avon Author of the Year Award[4]
- 2019: Işık Association The Best Author of the Year
- 2020: Hacettepe University The Best Author of the Year